# Phacelia howelliana
Phacelia howelliana är en strävbladig växtart som beskrevs av Atwood. Phacelia howelliana ingår i Faceliasläktet som ingår i familjen strävbladiga växter. Inga underarter finns listade i Catalogue of Life.